# Burggravenstroom
De Burggravenstroom of Le Torrent des Chatelains was een waterloop vanuit Gent die zich verder opsplitste. Twee takken mondden uit in Boekhoute en Assenede in de Braakman. Een derde tak stond in verbinding met een oude arm van de Durme die uitgaf in de Heidezee (= Honte) en kon door kleiner bootjes bevaren worden. Het was tot in de 13e eeuw de Lieve werd gegraven, naast de Schelde de enige toegang van Gent naar de zee. Tussen Gent en Langerbrugge werd het de Schipgracht genoemd. Later werd in de bedding van dit kanaal de Sassevaart gegraven.
De "Hoge Wal" in Ertvelde was een Mottekasteel aan deze waterweg.
Op dit moment loopt er nog steeds een waterloop genaamd Burggravenstroom van Langerbrugge tot bij Eeklo.

## Afbeeldingen

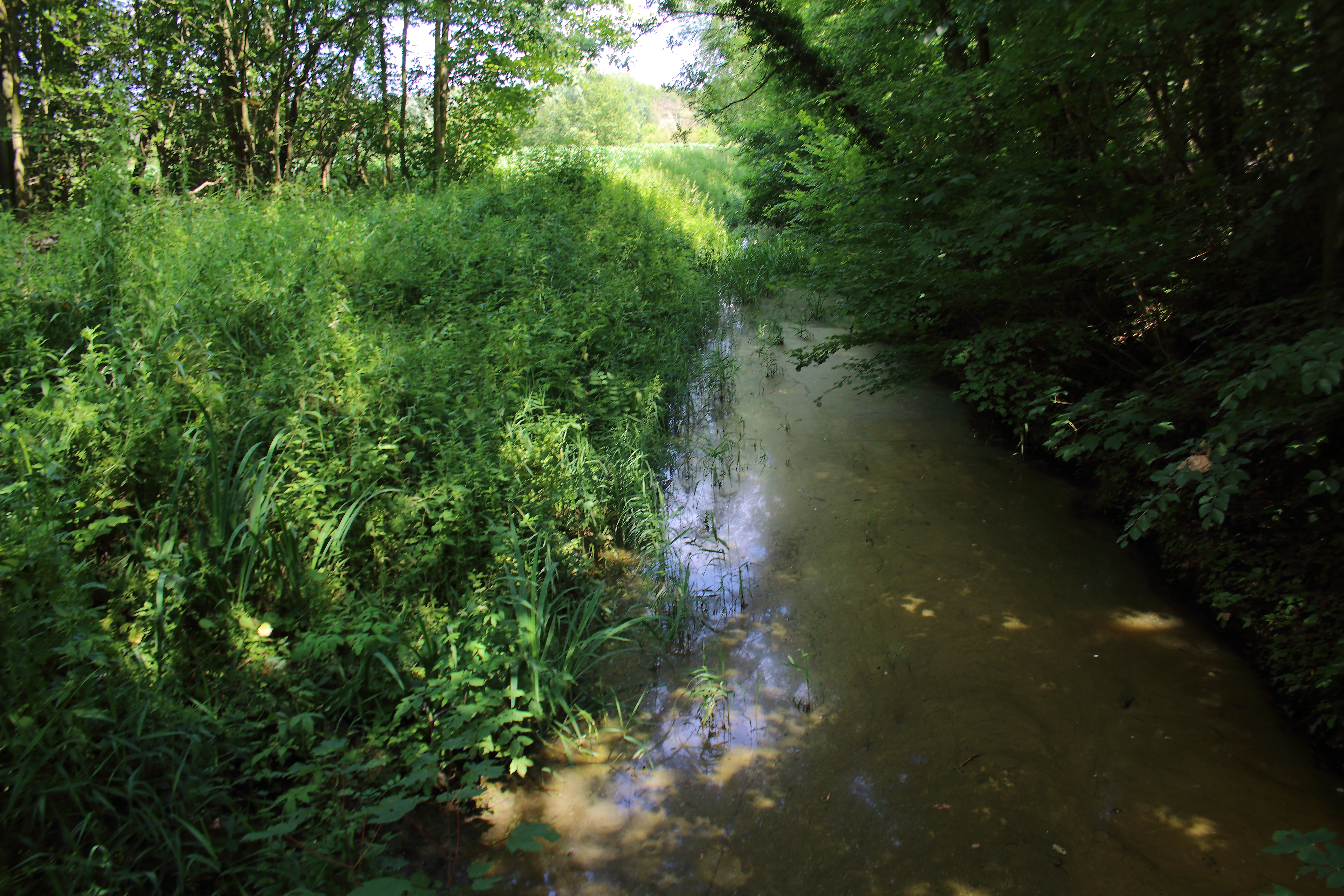
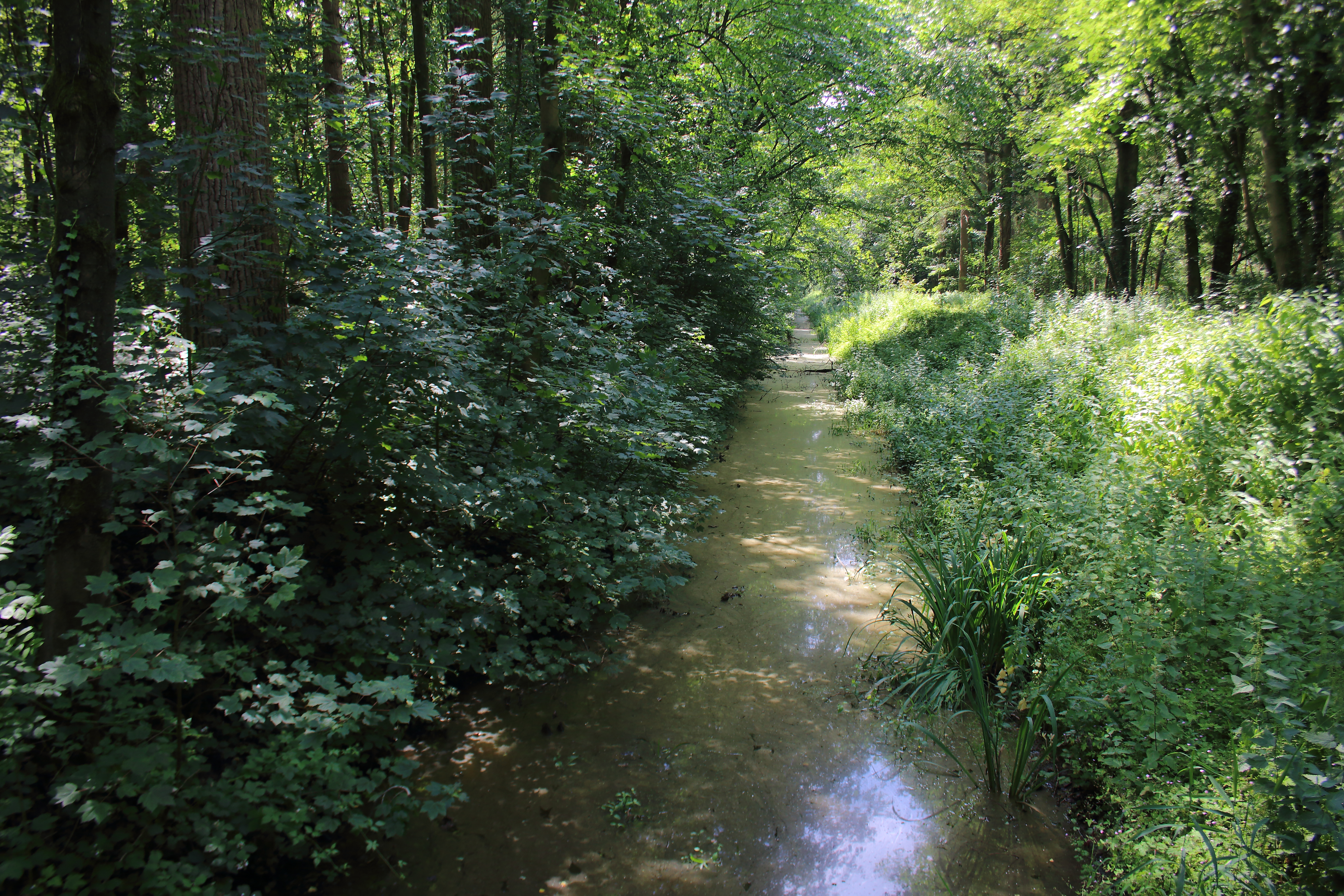
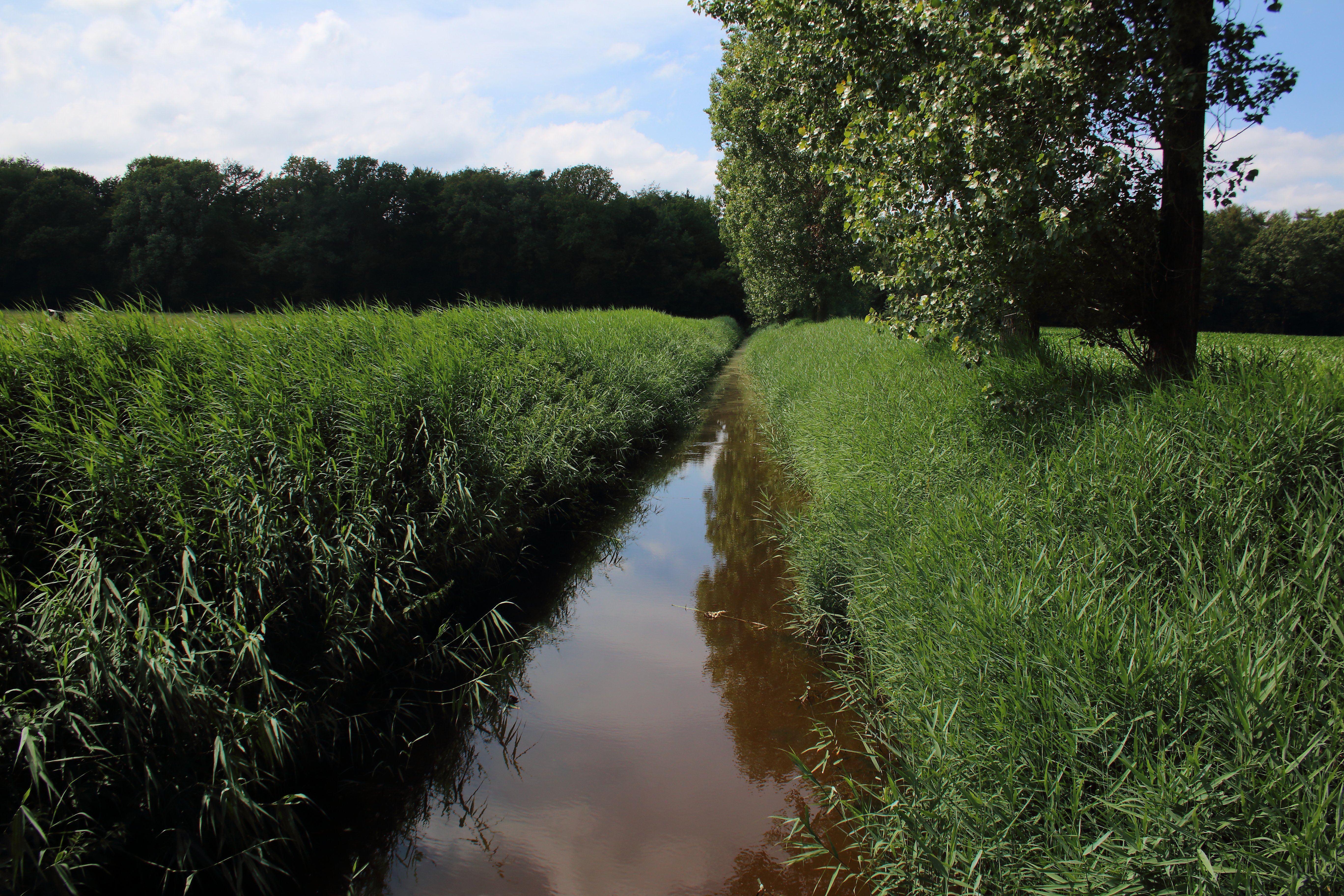
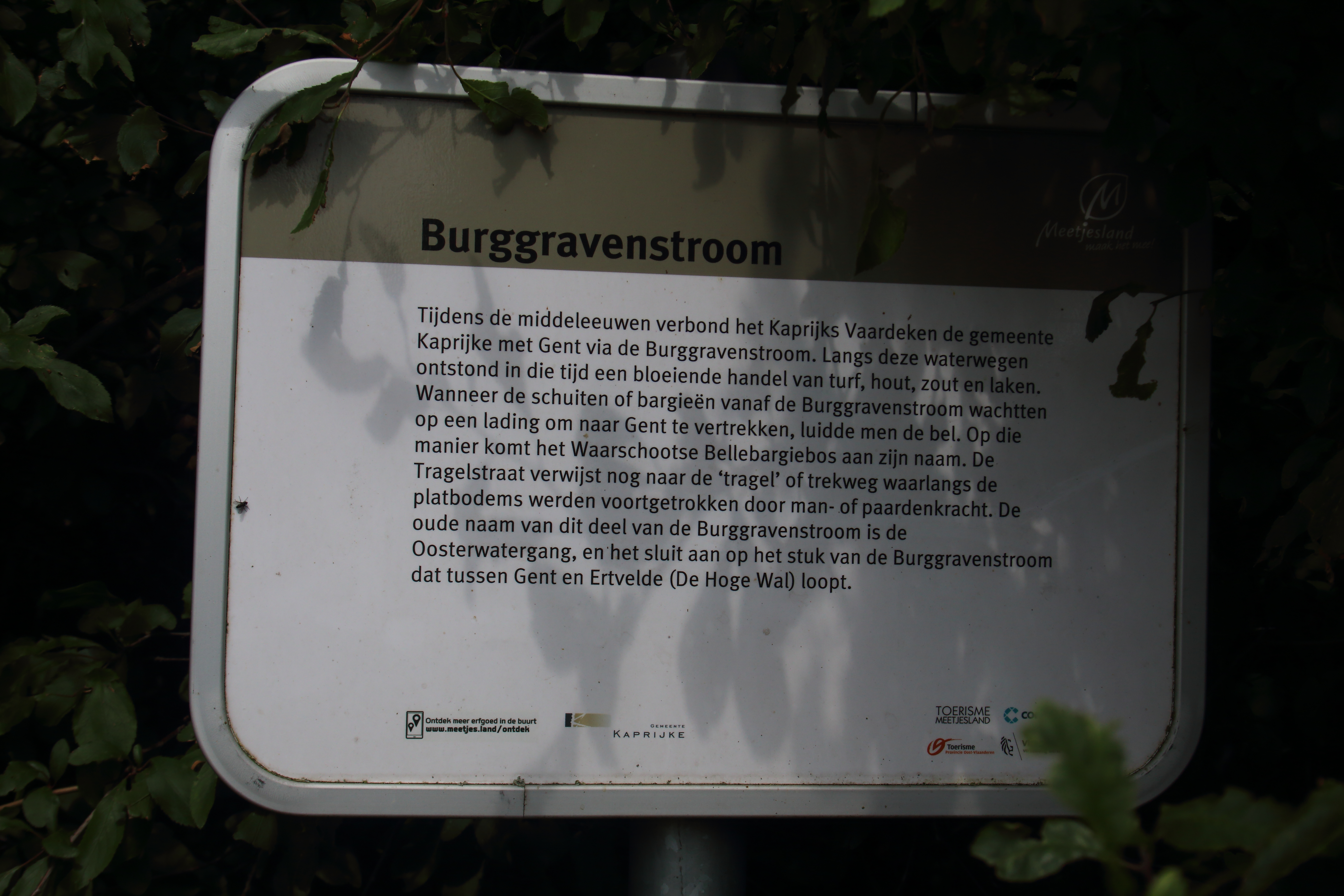